# 双翅虫疠霉
双翅虫疠霉（学名：Pandora dipterigena）是属于虫霉目虫霉科虫疠霉属的一种真菌，寄生在大蚊科、瘿蚊科、菇蚊科、蝇类等多种双翅目昆虫上。该种分布于中国、以色列、美国、瑞典、瑞士、波兰、英国、法国等地。